# Сальто (фигурное катание)

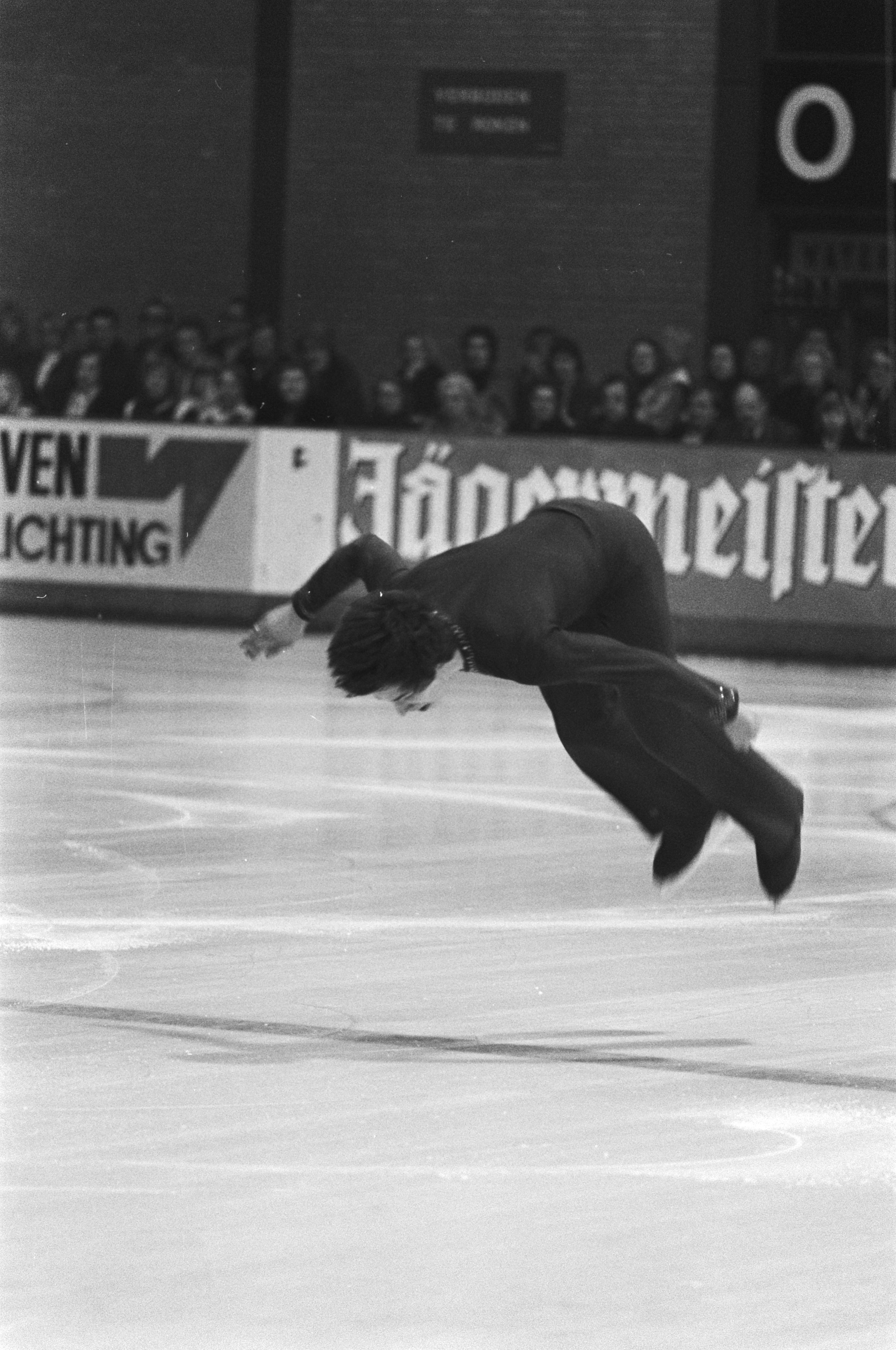
Терри Кубичка исполняет сальто в 1976 году

Сальто (англ. backflip) — в фигурном катании вид прыжка, при котором выполняется кувырок через голову в воздухе с последующим приземлением на одну или две ноги. В соревновательном фигурном катании сальто было запрещено к исполнению Международным союзом конькобежцев (ISU) в 1976 году. На конгрессе ISU в июне 2024 года было принято решение отменить запрет, действовавший более 48 лет. Изменения в правилах вступили в силу с началом сезона 2024/2025.

## История

### Первое исполнение сальто на соревнованиях
В рамках официальных соревнований по фигурному катанию сальто впервые было исполнено американским фигуристом Терри Кубичкой на чемпионате США 1976 года — спортсмен выполнил его после всех прыжковых элементов и тем самым шокировал публику. Через месяц Кубичка повторил элемент уже на международных соревнованиях — на Олимпиаде-1976 в Инсбруке. Позже — на чемпионате мира 1976. Однако после окончания сезона сальто было запрещено к исполнению Международным союзом конькобежцев — в федерации аргументировали это тем, что элемент слишком травмоопасный. По одной из альтернативных версий, элемент нарушал официальное правило фигурного катания, согласно которому все прыжки должны приземляться на одну ногу. По другой версии, сальто в целом выглядело чересчур вызывающе и нарушало эстетику вида спорта. Сам же Кубичка придерживался мнения, что в ISU просто не понимали, как оценивать этот элемент.

### Исполнение сальто на соревнованиях после запрета
Спустя более чем 20 лет после официального запрета на исполнение сальто в рамках соревнований, элемент выполнила французская фигуристка Сурия Бонали на Олимпиаде-1998 в Нагано. Спортсменка неудачно выступила в короткой программе, а в начале произвольной допустила падение, и, придя к выводу, что шансов на попадание в тройку призёров у неё больше нет, приняла решение впечатлить публику. Позже Бонали отмечала, что в её поступке также была и доля протеста против действовавших на тот момент правил: фигуристка нередко подвергалась дискриминации из-за цвета кожи и была вынуждена бороться за право на участие в соревнованиях. Своё решение спортсменка в том числе называла необоснованным риском, однако выразила надежду, что её поступок когда-нибудь будет оценён по достоинству, как вклад в развитие фигурного катания.
В отличие от Терри Кубички, Бонали приземлила прыжок на одну ногу. Согласно действующей на тот момент шестибальной системе оценивания, судьи были вынуждены снять по 0,2 балла с обеих оценок фигуристки. Исполненное Бонали сальто не заставило ISU пересмотреть правила фигурного катания и отменить запрет на выполнение элемента, однако этот случай принёс большую известность самой спортсменке.

### Исполнение сальто на соревнованиях после Олимпиады-1998
В сезоне 2023/2024 сальто регулярно исполнял на соревнованиях французский фигурист Адам Сяо Хим Фа. Изначально спортсмен выступил на турнире Shanghai Trophy в октябре 2023 года: в произвольной программе он выполнил запрещенный элемент и получил 2 балла штрафа по новой судейской системе, которые полагаются за этот прыжок. Несмотря на это, фигуристу удалось одержать победу на соревновании. Следом Сяо Хим Фа продемонстрировал сальто в произвольной программе уже на чемпионате Европы, что также не помешало ему завоевать золотую медаль. После проката спортсмен отметил, что выполнил элемент с целью продвижения фигурного катания. При этом, по его мнению, сальто — менее опасно, чем кажется. Под конец сезона фигурист выступил на чемпионате мира, где также исполнил запрещенный элемент. Однако на этот раз Сяо Хим Фа завоевал бронзу.

### Легализация сальто на соревнованиях
В июне 2024 года на конгрессе ISU было принято решение об отмене запрета на исполнение сальто, который действовал более 48 лет. Соответствующее предложение было представлено техническим комитетом ISU, и было принято большинством голосов. В мотивировочной части поправки о разрешении исполнять сальто на соревнованиях обозначили следующее: «Сальто — зрелищный элемент, в настоящее время нелогично включать его в число запрещенных». Изменения в правилах вступили в силу с началом сезона 2024/2025.
В профессиональных кругах о перспективе легализации сальто высказывались неоднозначно. По мнению тренера Александра Жулина, нельзя штрафовать фигуристов за исполнение этого элемента, но и не следует поощрять их, добавляя баллы к общей оценке. Олимпийская чемпионка Наталья Бестемьянова считает, что в легализации сальто нет ничего плохого, при этом это один из способов повышения всеобщего интереса к фигурному катанию, метод привлечения новых зрителей и спонсоров. Тренер Татьяна Тарасова придерживается мнения, что сальто — травмоопасный элемент, не обладающий никакой ценностью. Аналогично отзывался и бывший вице-президент ISU Александр Лакерник — на его взгляд, элемент «не имеет отношения к конькам, к скольжению», и при этом является небезопасным.

### Исполнение сальто в показательных выступлениях и шоу
Запрет на исполнение сальто никогда не распространялся на ледовые шоу и показательные выступления. В их рамках элемент достаточно популярен среди фигуристов, и его можно свободно демонстрировать публике. Сальто в своих номерах исполняли Киган Мессинг, Хавьер Фернандез, Элладж Балде. Американский фигурист Нейтан Чен исполнял сальто в комбинации с четверным прыжком, тем самым формируя каскад.

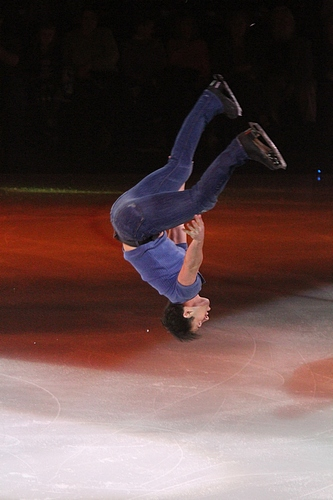
Майкл Вайсс
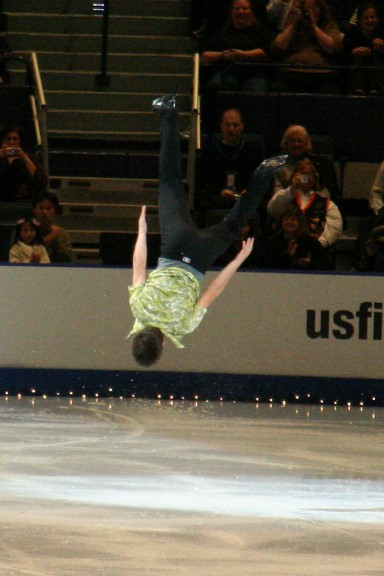
Райан Брэдли
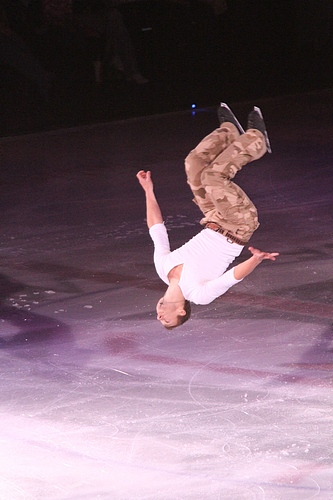
Шон Сойер
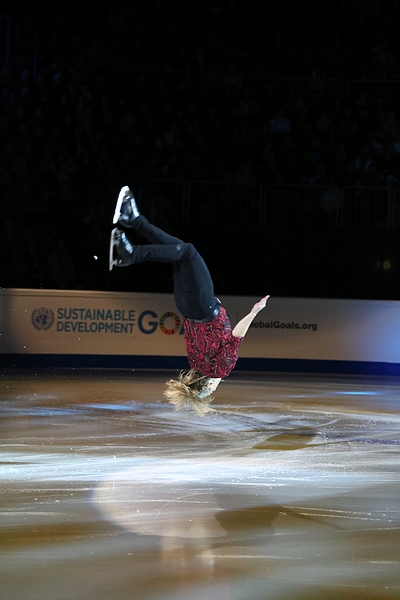
Йозеф Сабовчик

### Схожие с сальто элементы
В соревновательных программах некоторых фигуристов также встречаются и другие элементы, отдалённо напоминающие сальто, однако они никогда не входили в число запрещённых. Один из таких элементов — «колесо». Главное его отличие от сальто заключается в том, что фигурист использует руку в качестве опоры, что значительно уменьшает риск получения травм. Однако данный элемент не пользуется большой популярностью среди фигуристов, поскольку практически не приносит дополнительных баллов, а лишь выступает либо в качестве связующего элемента, либо как часть дорожки шагов. В своих программах «колесо» исполняли такие фигуристы, как Евгения Медведева, Рика Кихира, Кевин Эймоз, а также танцоры на льду Мария Казакова и Георгий Ревия.